# Hoffmanniana
Hoffmanniana (russisch Гофманиана) ist ein Filmszenarium des russischen Regisseurs Andrej Tarkowski über den Dichter E. T. A. Hoffmann von 1974. Es wurde nie realisiert. Auf dessen Grundlage entstand 2004 das gleichnamige deutsche Hörspiel.

## Geschichte
Bereits seit den 1960er Jahren erwog der bedeutende russische Regisseur Andrej Tarkowski, einen Film über den deutschen romantischen Dichter E. T. A. Hoffmann zu entwerfen, dem er sich geistesverwandt fühlte.
Um 1973 bat ihn das Filmstudio Tallinnfilm, bei dem er den Film Der Spiegel drehte, ein Drehbuch über einen deutschen Dichter zu schreiben.
Er entschied sich für Hoffmann, hatte vorher aber auch Thomas Manns Doktor Faustus in Erwägung gezogen.
Das Schreiben im Sommer 1974 in seinem Sommerhaus gelang nicht zufriedenstellend, erst im Oktober wurde das Manuskript fertiggestellt. Tallinnfilm akzeptierte die Vorlage ohne Änderungen. Im Februar 1976 (oder 1975?) wurde das Projekt bei Goskino beantragt, dessen Verantwortliche dem Projekt grundsätzlich zustimmten, aber einige kleinere Änderungen forderten. Danach wurde die Realisierung abgelehnt, da die Änderungen nicht den Vorgaben entsprachen.
Nach seiner Emigration in den Westen nahm Tarkowski 1984 das Vorhaben wieder auf. Er änderte einige Stellen und nahm Verhandlungen mit den deutschen Filmproduzenten Karl Baumgartner und Bernhard Brundig (Pandora) auf. Gedreht werden sollte in (West-)Berlin, als Hauptdarsteller wurde Dustin Hoffman angefragt, der jedoch erkrankte. Es kam nicht zu einer Umsetzung, stattdessen entstand Tarkowskis letzter Film Opfer.

## Inhalt
Am Sterbebett Hoffmanns in Berlin erscheinen Bekannte, Verwandte und Figuren aus seinen Erzählungen in Erinnerungen und Bildern.
„Tarkowski bedient sich dabei Hoffmannscher Stilmittel, die auch sein eigenes filmisches Werk kennzeichnen: Die Erzählperspektiven wechseln ebenso sprunghaft wie die Zeitebenen, Schilderungen biographischer und historischer Wirklichkeit gehen nahtlos in Traumsequenzen über, die Grenzen zwischen Realität und Phantasie scheinen aufgehoben…“

## Bearbeitungen

### Hörspiel
2004 wurde das Hörspiel Hoffmanniana. Nach dem Filmszenario für einen nicht realisierten Film in der Regie von Kai Grehn vom SWR und dem RBB produziert. Darin sprechen bekannte Schauspieler wie Ulrich Noethen, Dagmar Manzel, Otto Mellies, Joachim Siebenschuh und Jule Böwe die Hauptrollen.
Die Produktion wurde 2005 mit dem 3. Platz des Prix Marulić ausgezeichnet.

### Theaterinszenierungen
Es gab mindestens eine deutsche und eine französische Theaterinszenierung nach dem Szenario.